# J Balvin
José Álvaro Osorio Balvín (Medellín, 7 de maio de 1985), conhecido profissionalmente como J Balvin, é um cantor e compositor colombiano. Desde muito jovem ele mostrou interesse pela música. Em seu início na musica, ele fez parte de várias bandas de rock, mostrando sua admiração por bandas como Nirvana, então formou um grupo de rap e em 2004 ele lançou sua primeira música como solista. Em 2010, ele se tornou artista revelação de várias estações de rádio colombianas. Nesse mesmo ano, ele assinou um contrato musical com a EMI Music. É assim ele lançou seu álbum de estreia, Real, que foi certificado como um disco de ouro na Colômbia. Em 2012, ele lançou seu segundo álbum El negocio, este teve três singles, "Sin compromiso", "Me gustas tú" e "En lo oscuro". "En lo oscuro" foi colocado na primeira posição do National Report da Colômbia, sendo seu primeiro número um em seu país.
Sua estreia internacional aconteceu em 2014 com o single "6 AM", com a participação do cantor porto-riquenho Farruko, que chegou ao número 2 na parada da Hot Latin Songs da Billboard. Então ele conheceu David Cohen e começou a ser seu melhor amigo, ele ajudou Jose a escrever uma nova música, junto com o single "Ay Vamos", que impulsionou as vendas de seu álbum La Familia (2014). Em 2016, ele lançou o Energia, que incluiu os singles de sucesso "Ginza", "Bobo", "Safari". Em junho de 2017, J Balvin lançou o single "Mi Gente" com Willy William. Em 1º de agosto de 2017, "Mi Gente" liderou o Top 50 Global no Spotify e, posteriormente, alcançou um bilhão de visualizações no YouTube. Em janeiro de 2018, ele lançou o hit "Machika", com Jeon e Anitta. Ele colaborou com Cardi B e Bad Bunny no single "I Like It" que foi número um na Billboard Hot 100.

## Vida e carreira

### 1985–2013: Início da vida e início de carreira
J Balvin nasceu em uma família de classe média em Medellín, Colômbia, em 7 de maio de 1985. É filho de José Álvaro Osorio e Alba Mery Balvin e tem uma irmã mais nova chamada Carolina, que é modelo. Seu pai era economista e empresário, e cresceu em uma grande casa nas colinas fora da cidade. Ele cresceu ouvindo grupos de rock como Metallica e Nirvana, e afirma que ele incorpora a estética grunge em seu estilo pessoal, tendo uma tatuagem do Nirvana em seu joelho. Ele desenvolveu um interesse pelo reggaeton depois de ouvir Daddy Yankee. Ele lembra que “eu era tão fã que copiava seu estilo, o modo como ele se movia no palco, seus fluxos, seus raps”, comparando-o ao Jay-Z do reggaeton. Os negócios de seu pai faliram e a família perdeu a casa e o carro, exigindo que a família se mudasse para um bairro mais pobre. Nesse período de sua vida, J Balvin observa: “Quando eu ia na favela, as pessoas me viam como uma pessoa rica, mas quando estou perto de pessoas ricas, elas me veem como alguém do gueto. São todas percepções. Eu gosto de me mover entre os mundos. Eu me sinto igualmente confortável em ambos.”
Quando J Balvin tinha 17 anos, ele participou de um programa de intercâmbio de inglês em Oklahoma, mas ficou desapontado com a experiência, dizendo: "Eu estava esperando os EUA que todo mundo conhece de Hollywood". Logo após a experiência, ele se mudou para Nova York para estudar inglês e música, morando com uma tia em Staten Island e trabalhando como passeador de cães. Durante seu tempo em Nova York, ele ficou fascinado com o conhecimento de negócios dos rappers 50 Cent e P. Diddy de Nova York. J Balvin trabalhou em vários empregos em Nova York, Miami e Medellín, inclusive trabalhando ilegalmente nos Estados Unidos como carpinteiro e pintor de casas. Ele finalmente decidiu voltar para a Colômbia e começou a se apresentar em vários clubes urbanos em Medellín e aumentar sua mídia social em seguida. Ele se matriculou na prestigiada EAFIT University em Medellín por sete semestres, estudando negócios internacionais. Aos 19 anos, ele começou a perseguir seriamente uma carreira na música e adotou o nome artístico de J Balvin “El Negocio”, que significa "O Negócio" em Português.
Ele conheceu seu DJ e parceiro de negócios David Rivera Mazo em uma batalha freestyle na rua em Medellín. Os dois se tornaram amigos e começaram a produzir e promover suas próprias músicas sem gravadora. As primeiras canções de J Balvin foram descritas como "basicamente imitações pobres de reggaeton comercial de Porto Rico", mas ele logo adotou um estilo mais descontraído e minimalista em sua música. Ele assinou com a EMI Colômbia em 2009 e logo depois lançou o single "Ella Me Cautivó", que ficou em 35º lugar na parada da Billboard Tropical Songs. Lançou seu álbum de estreia, Real, em 2009. Em 2012, J Balvin lançou uma mixtape com muitos dos seus primeiros sucessos na Colômbia, incluindo "En Lo Oscuro" e "Como un Animal". Seu primeiro sucesso internacional foi o "Yo Te Lo Dije", com tema de uma noite, e assinou com a subsidiária da Universal, Capitol Latin, um ano depois.

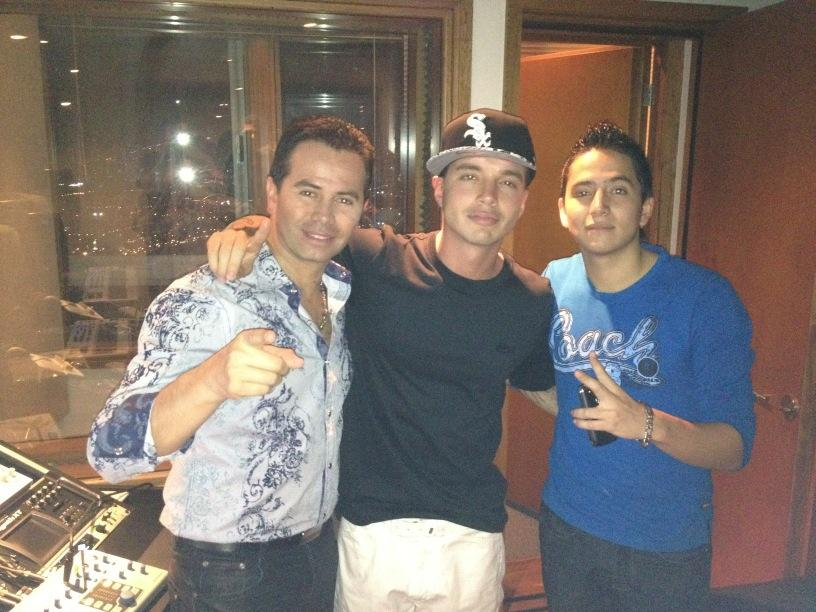
Balvin com Andy (Direita) e Jhonny Rivera (Esquerda) em 2012.

### 2014–16: "6AM", sucesso eLa Familia

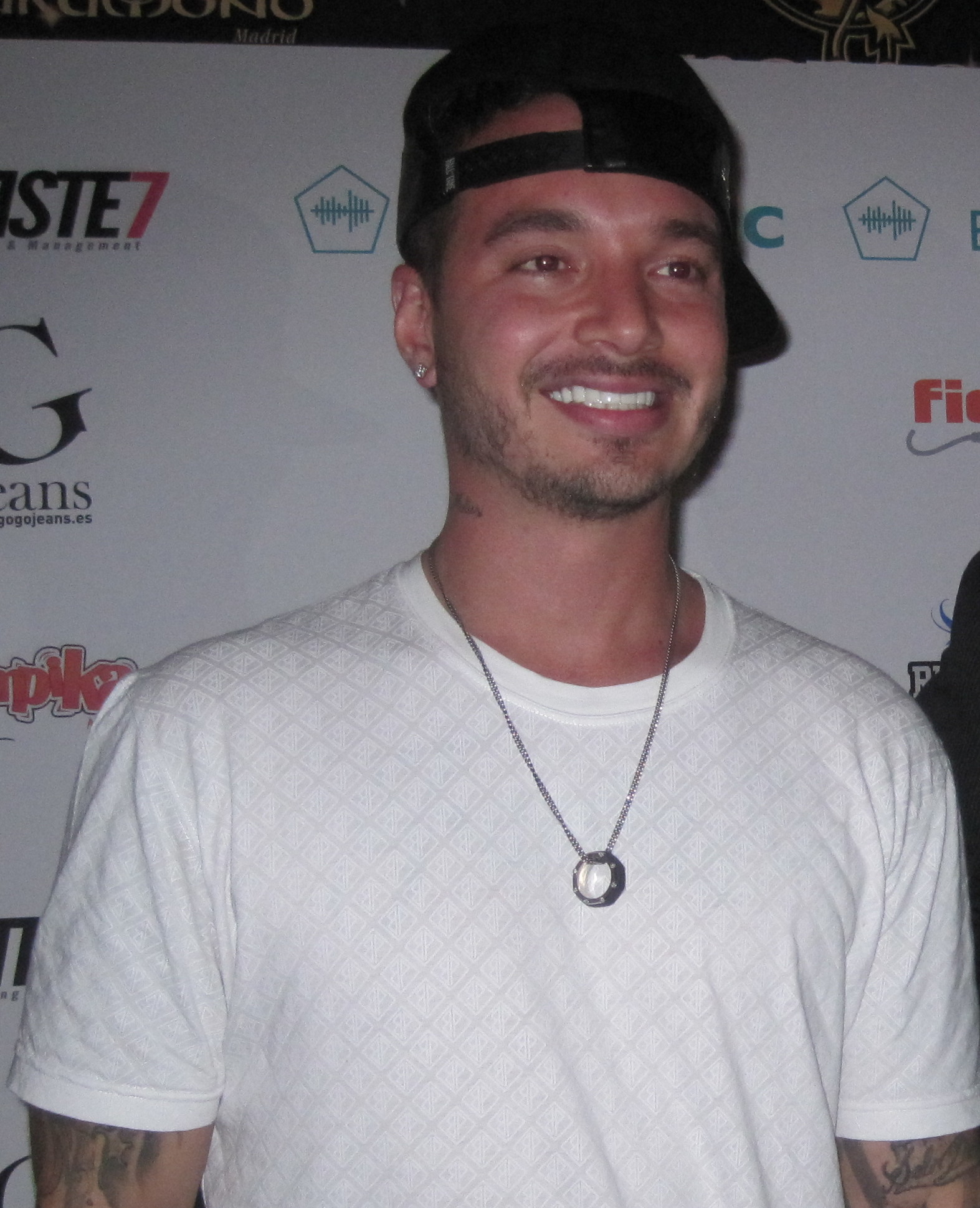
J Balvin em junho de 2014

Em fevereiro de 2014, J Balvin lançou uma nova faixa intitulada "6 AM", com o cantor porto-riquenho Farruko. J Balvin descreveu o conteúdo lírico da música como a "versão latina de The Hangover", onde os dois cantores tentam lembrar o que aconteceu durante uma noite de festa. A canção estreou no número 43 na Billboard Latin Airplay em fevereiro e alcançou o número um em maio. Seu álbum La Familia alcançou o décimo lugar na parada da Billboard Top Latin Albums, gastando 122 semanas no gráfico no total.
Pouco depois, J Balvin lançou sua segunda faixa nos Estados Unidos, "Ay Vamos", que solidificou sua marca no mercado urbano latino. Ganhou um Grammy Latino de Melhor Álbum de Música Urbana. Esta foi uma faixa bônus na edição de luxo do álbum La Familia B Sides de J Balvin . O videoclipe é um dos vídeos de música latina mais assistidos de todos os tempos, com mais de um bilhão de visualizações. A música foi número um na parada da Billboard Hot Latin Songs em 2015. O remix, com Nicky Jam e French Montana, foi usado na trilha sonora de Furious 7. J Balvin apresentou a faixa no Premio Lo Nuestro e no Billboard Latin Music Awards. J Balvin foi destaque nos remixes de "The Way" e "Problem" por Ariana Grande, "Blurred Lines" de Robin Thicke, "Maps" do Maroon 5, e "Stuck on a Feeling" do Prince Royce. J Balvin foi o primeiro cantor colombiano a gravar com "O Príncipe de Bachata" e se estabeleceu como um artista internacional.
J Balvin varreu a categoria urbana no Premios Lo Nuestro 2015, incluindo "Artista Urbano do Ano", "Álbum Urbano do Ano", "Canção Urbana do Ano" e "Colaboração Urbana do Ano". Em 12 de fevereiro, os indicados ao Billboard Latin Music Awards foram anunciados, e J Balvin foi indicado 13 vezes, dessas indicações, oito na mesma categoria duas vezes "Ay Vamos" e "6 AM", sendo o colombiano mais indicado e o primeiro artista urbano da Colômbia. J Balvin ganhou como Novo Artista, Canção do Ano Latina, e Artista do Ano da Canção do Ritmo Latino, onde dedicou o prêmio ao seu país natal, a Colômbia.

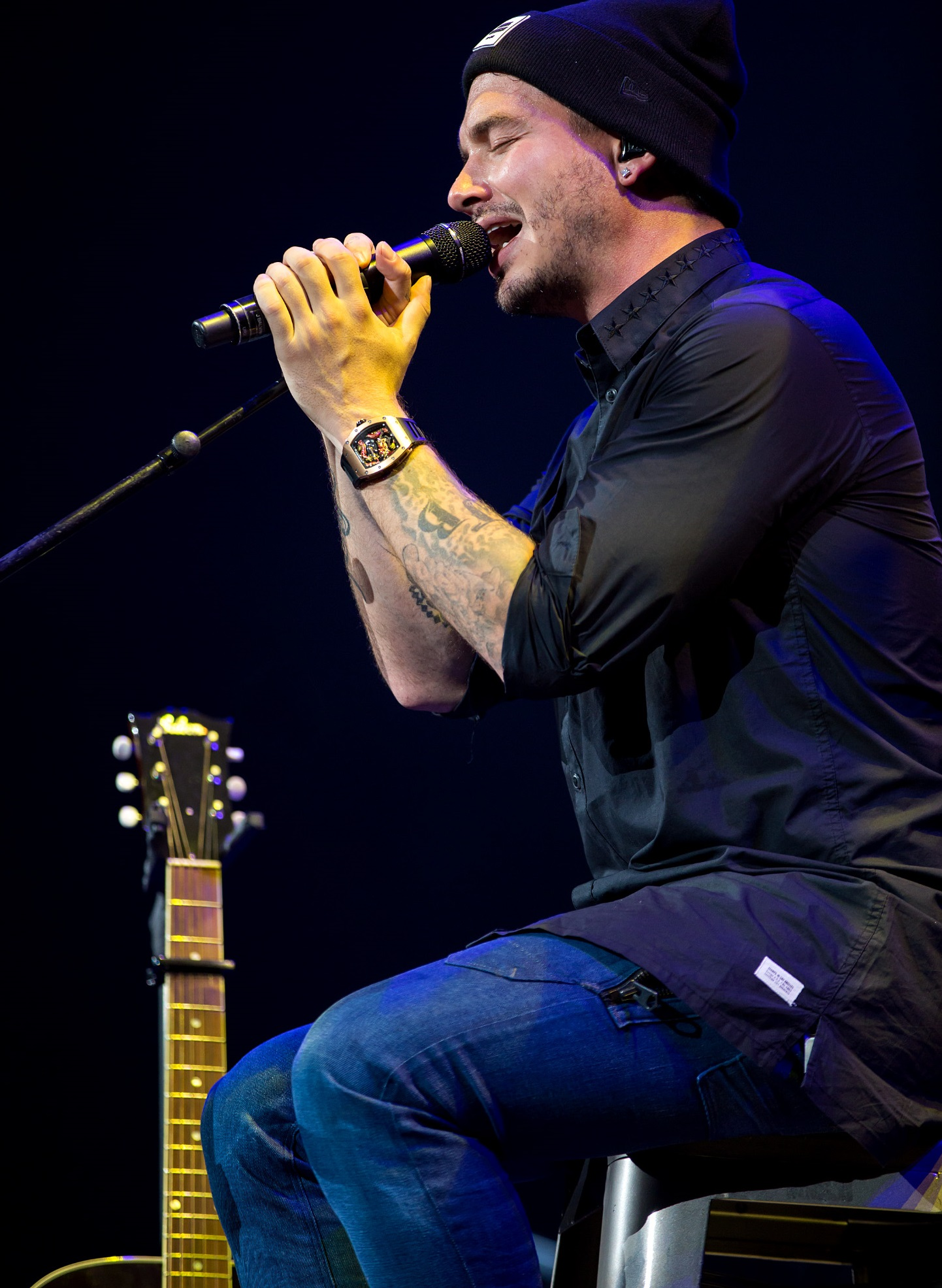
Balvin se apresentando em 2015

Em junho de 2015, foi anunciado que J Balvin havia cancelado sua apresentação no Miss USA 2015 para protestar contra os comentários inflamados de Donald Trump, insultando imigrantes ilegais, dizendo: "Durante o discurso de campanha presidencial de Trump na semana passada [junho de 2015], Trump acusou imigrantes ilegais de trazer drogas, crime e estupradores para os EUA". Sua apresentação ao vivo tinha sido programada para 12 de julho de 2015 em Louisiana, o que teria sido o primeiro desempenho de J Balvin na televisão mainstream nacional.

### 2016–17:Energia
Em 16 de janeiro de 2016, J Balvin estreou seu novo single "Ginza" de seu próximo álbum, no Premios Juventud. Mais tarde naquela semana, ele estreou o videoclipe no Vevo. O videoclipe bateu o recorde de maior número de visualizações para um videoclipe latino nas primeiras 24 horas, com mais de dois milhões de visualizações. Desde então, o vídeo acumulou mais de 780 milhões de visualizações. A música alcançou o número um na Billboard Hot Latin Songs na semana de 17 de outubro de 2015. A canção também estabeleceu um novo recorde mundial no Guinness World Records, para a estadia mais longa no número um na parada. J Balvin se tornou o primeiro artista a receber uma certificação diamante no campo latino da RIAA, com vendas digitais de 600.000 unidades para suas canções "6 AM" e "Ay Vamos". Andrew Casillas da Rolling Stone escreveu que "com sua batida deliciosamente líquida, ["Ginza"] está entre os melhores três minutos na história do reggaeton."

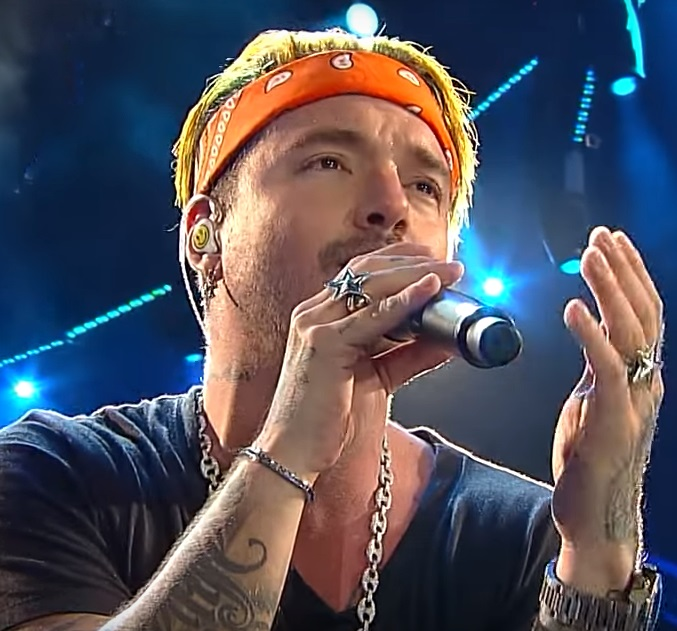
J Balvin cantando "Sigo Extrañándote" no Chile em março de 2017

Em 24 de junho de 2016, J Balvin lançou seu quarto álbum de estúdio Energía, que estreou em primeiro lugar na parada de álbuns latino-americanos da Billboard, o que significa sua primeira vez no topo da tabela. Tendo a terceira melhor vendas de estreia de qualquer artista latino em 2016, depois de Que Bendicion de Juan Gabriel. Ele também estreou no número 38 da Billboard 200. O álbum contou com colaborações com Daddy Yankee, Juanes, Pharrell, e Yandel. Ele lançou três singles de sucesso do álbum, "Bobo", "Safari" e "Sigo Extranandote", que alcançaram o top 10 das paradas latinas. "Bobo" passou uma semana no topo da parada da Billboard Hot Latin Songs. Mario Prunes, da Allmusic, descreveu a Energia como "um álbum que sabia que seria um blockbuster internacional quase um ano antes de seu lançamento", devido ao sucesso de "Ginza". A Rolling Stone classificou o álbum número quatro na lista dos 10 Melhores Álbuns Latinos de 2016.
Na promoção do álbum, J Balvin embarcou na  Energia Tour, viajando com vários convidados especiais, incluindo o French Montana, Zion & Lennox, Bad Bunny, e Steve Aoki, o último dos quais apareceu como uma surpresa para os fãs durante a última parada da turnê em Miami. Nesse mesmo ano, J Balvin apareceu no "Cuando Seas Grande" do músico espanhol Alejandro Sanz e "Love is the Name" da cantora americana Sofia Carson. Ele lançou uma parceria com o SoundCloud e o Buchanan's Whiskey em um projeto chamado Es Nuestro Momento, onde os fãs podem acessar os vocais inéditos inéditos de J Balvin e criar remixes personalizados de suas músicas. O Whisky de Buchanan também serviu como patrocinador para a Energia Tour em homenagem ao Mês da Herança Hispânica.

### 2017–18: "Mi Gente" eVibras
Em 30 de junho de 2017, J Balvin lançou seu novo single junto com o videoclipe oficial "Mi Gente", com Willy William . Em 1º de agosto de 2017, "Mi Gente" se tornou a música número 1 do mundo, de acordo com o Top 50 Global do Spotify. Logo alcançou 1 bilhão de visualizações no YouTube. Em setembro de 2017, a música foi remixada com a artista americana  Beyoncé. O remix alcançou o top 10 nos Estados Unidos, dando a Balvin seu primeiro single top 10 nos EUA. J Balvin e Willy William lançaram mais seis remixes de "Mi Gente" com Steve Aoki, Alesso, Cedric Gervais, Dillon Francis, Sunnery James e Ryan Marciano e Henry Fong. Apesar do sucesso da música, "Mi Gente" não ganhou nenhum prêmio no Grammy Latino de 2017, com muitos prêmios indo para o sucesso "Despacito" de Luis Fonsi. Na cerimônia, ele cantou "Mi Gente" e "Si Tu Novio Te Deja Sola" ao lado de Bad Bunny e seu remix de " Unforgettable " com o French Montana.
Em 19 de janeiro de 2018, J Balvin lançou seu novo single junto com o videoclipe oficial "Machika", com Jeon e Anita. Sua colaboração com Nicky Jam, "X", foi lançada em 1 de março de 2018 e o videoclipe recebeu 288 milhões de visualizações no YouTube em menos de um mês. Nicky Jam afirmou que ele atribui o sucesso de "X" à contribuição de J Balvin. Ele também apareceu em Invasion of Privacy de Cardi B, com Bad Coelho na canção "I Like It". Tornou-se o primeiro número um de Balvin no Billboard Hot 100.
J Balvin anunciou via Instagram em 9 de abril que seu próximo álbum, intitulado Vibras, será lançado em 25 de maio de 2018. Os dois singles principais do álbum são "Machika" e "Ahora". Em 23 de abril de 2018, J Balvin anunciou as datas de sua turnê Vibras revelando as 27 cidades onde ele estará se apresentando.

### 2019–presente:Oasis e Colores

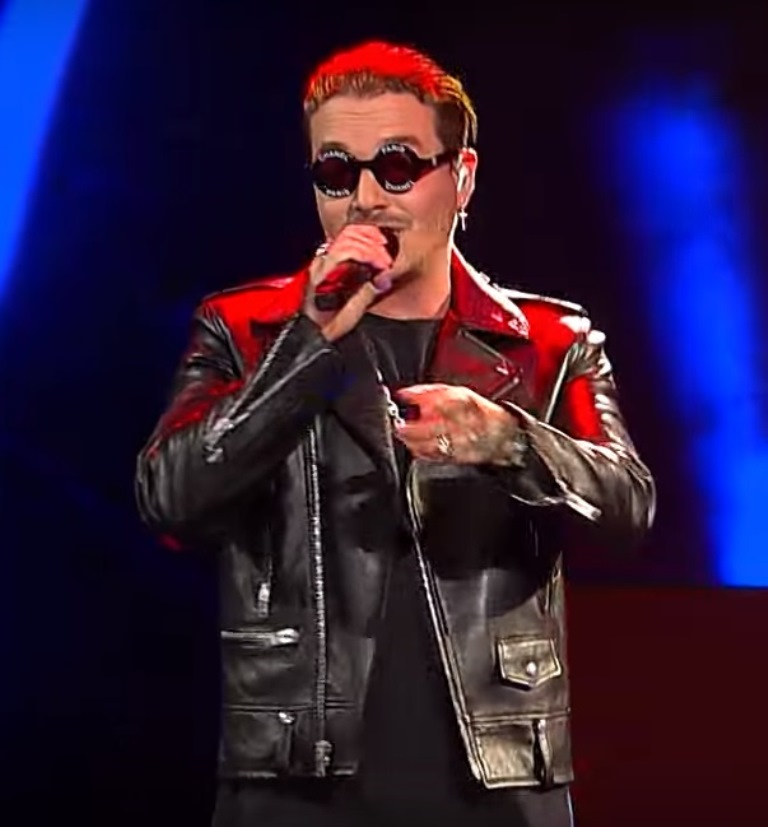
J Balvin em 2017.

Em fevereiro desse ano, J Balvin se tornou o primeiro artista latino a se apresentar no Coachella Valley Music and Arts Festival. Durante o show, o cantor expressou sua empolgação por estar no evento: 
«Levamos quinze anos para o reggaeton chegar ao Coachella. Sou J Balvin e sou de Medellín, Colômbia. Hoje é uma grande oportunidade representar Latinos com reggaeton.»

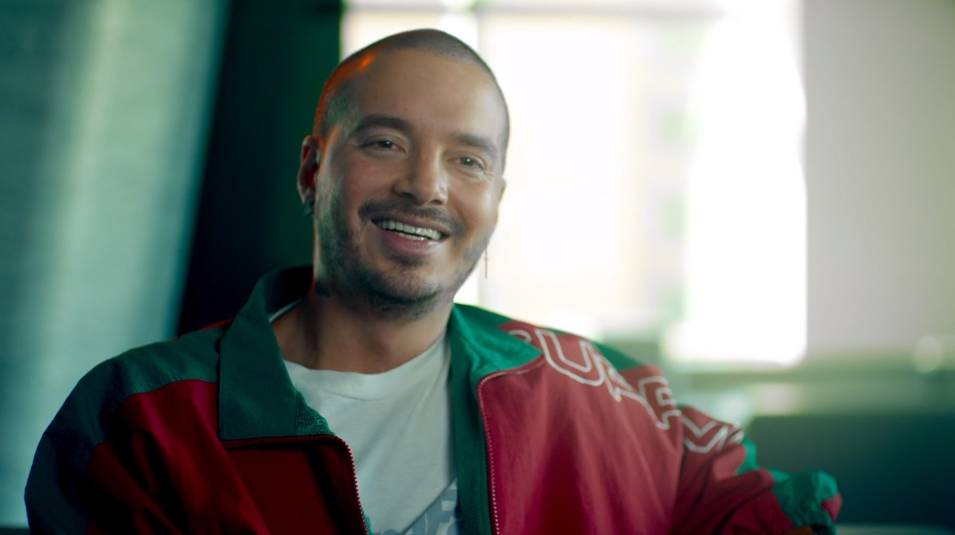
J Balvin em uma entrevista de 2018.

Em março, Balvin colaborou com a cantora espanhola Rosalía na música "Con Altura". Em 28 de junho de 2019, J Balvin lança seu primeiro álbum colaborativo Oasis, juntamente com Bad Bunny. O álbum também inclui a participação de Marciano Cantero e Eazi, que receberiam em 2020 uma indicação na categoria Melhor Álbum de Rock Latino, Urbano ou Alternativo, na 62ª edição do Grammy. Em julho de 2019, J Balvin colaborou (junto com Karol G, Daddy Yankee e Ozuna) na música "China" do cantor porto-riquenho Anuel AA. Em setembro do mesmo ano, Balvin lançou sua primeira colaboração com Maluma, intitulada "Que Pena". Essa música acabou com os rumores que circularam por anos sobre uma suposta rivalidade entre os dois artistas. Em outubro, ele fez parte da trilha sonora do filme Bad Boys for Life, colaborando com o grupo americano The Black Eyed Peas na música "Ritmo". No mesmo mês, ele fez parte da trilha sonora do filme de anime Human Lost, interpretando a música com o mesmo nome em colaboração com o grupo japonês m-flo.
Em 2 de fevereiro de 2020, ele participou do show do intervalo do Super Bowl LIV, juntamente com Jennifer Lopez, Shakira, Bad Bunny e Emme Muñiz. O show teve uma audiência de 103 milhões de espectadores. Em 19 de março, o cantor lançou o álbum Colores, depois de lançar vários singles anteriores, como "Blanco", "Morado", "Rojo" e "Amarillo" (este último foi lançado no mesmo dia do álbum). O álbum traz contribuições de Diplo, Michael Brun, Sr. Eazi e Sky. Os videoclipes deste álbum são dirigidos por Collin Tilley, que já havia trabalhado com Balvin nos videoclipes do álbum Oasis. Com o lançamento do álbum, uma nova linha de merchandising foi lançada.

## Artista

### Estilo musical
Os críticos contrastaram o estilo musical de J Balvin com a primeira onda internacionalmente popular de reggaeton liderada por Daddy Yankee. Marlon Bishop de The Fader descreveu sua entrega vocal como um "sotaque gentil", diferindo grandemente da rápida e agressiva entrega de artistas anteriores de reggaeton. Ele geralmente canta sobre suas batidas em oposição ao rap, e favorece um estilo mais melódico e influenciado pelo pop. Descrevendo a produção de sua música, Bishop escreve: "Em vez das batidas duras e maximais da primeira onda, as faixas de Balvin são sombrias e espaçadas". Ele freqüentemente trabalha com o escritor / produtor de Medellin Alejandro “Sky” Ramirez e Carlo Alejandro “Mosty” Patiño, a quem ele nomeia frequentemente em suas canções. Ele foi creditado com a popularização de um novo estilo de reggaeton criado em Medellín, junto com Maluma e porto-riquenhos que se mudaram para a cidade para se envolver na cena do reggaeton, como Nicky Jam e Farruko.
Embora ele cite Daddy Yankee como sua maior inspiração musical, as primeiras influências de J Balvin foram bandas de rock como Metallica e Nirvana, assim como a lenda da salsa Hector Lavoe. Ele cantou o sucesso "Smells Like Teen Spirit" do Nirvana em performances ao vivo. Na adolescência, ele ouvia artistas de hip-hop como 2Pac, The Notorious B.I.G., Snoop Dogg, Wu-Tang Clan, Bone Thugs-n-Harmony, e Onyx. Ele também cita os álbuns do cantor de R&B canadense The Weeknd e da banda de reggae Porto Riquenha Cultura Profética como seus "álbuns da ilha deserta". A cantora pop Camila Cabello citou J Balvin como uma influência musical.

### Imagem pública e letras
Sua imagem pública foi descrita por Bishop, dizendo: "J Balvin não é um menino mau, ele é um cara bom, com um lado travesso bem cuidado." Ele freqüentemente interage com os fãs em sites de mídia social, como Snapchat e Instagram, e cita essas plataformas como essenciais para o seu sucesso. Seu parceiro musical, Mazo, explicou: "Queríamos fazer música limpa o suficiente para que sua avó gostasse, mas sensual o suficiente para que as ruas também gostassem." Suas letras foram descritas como mais vulneráveis do que as típicas letras reggaeton, discutindo relações interpessoais, exemplificado pelo single "Ay Vamos". Por este motivo, ele foi comparado ao artista canadense Drake, uma comparação com a qual J Balvin gosta.
Sobre a questão da misoginia no reggaeton, J Balvin observa: "Eu tenho mães, irmãs, parentes. Parte do que fizemos foi mudar esse equívoco de que o reggaetón é machista e misógino. Ao contrário, as mulheres são nossas maiores fãs, e eles nos inspiram". Ele também se abstém de cantar sobre o passado violento de seu país, dizendo que isso exacerba os estereótipos sobre os colombianos e que o país fez grandes melhorias desde os dias de Pablo Escobar. Em vez disso, ele discute a vida cotidiana em suas canções. Luis Estrada da Universal Music Latino e do Capitol Latin diz de Balvin: "Ele quebra todas as regras do que as pessoas pensam que o reggaeton é, e elas o amam por isso ... Ele não se leva muito a sério."
Apesar de ser fluente em inglês e freqüentemente colaborar com artistas que falam inglês, J Balvin planeja cantar somente em espanhol. Seu objetivo é tornar o reggaeton um gênero globalmente popular sem ter que cantar em inglês para obter sucesso no crossover. Ele explica: "Eu quero continuar fazendo história em espanhol. Eu quero convidar o mainstream para o meu mundo, para o meu som e para o que eu estou fazendo. E eu quero que os artistas mainstream me respeitem e aceitem Artistas latinos como iguais, sem que precisemos cantar em inglês. Quero que eles saibam que posso competir globalmente com quem quer que seja, em espanhol." O artista norte-americano Pharrell, Em vez disso, canta o gancho em espanhol em "Safari", e J Balvin descreveu a presença de mais músicos americanos cantando em espanhol como um de seus "maiores sonhos". No entanto, ele gravou sua primeira canção em inglês com Pitbull e Camila Cabello para a trilha sonora de The Fate of the Furious, e explicou que ele está aberto à ideia de cantar em inglês se a oportunidade aparecer.

### Moda

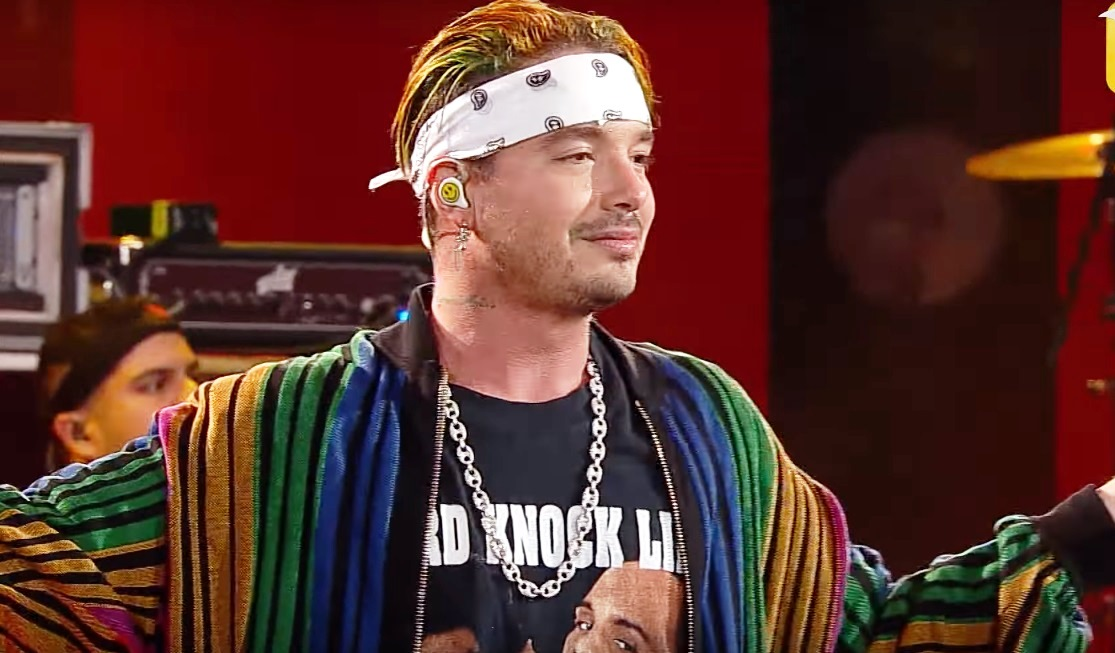
J Balvin é conhecido por seu estilo excêntrico, muitas vezes vestindo cores brilhantes e tingindo o cabelo

J Balvin chamou a moda de "a paixão de sua vida, no mesmo nível da música". Ele apareceu como um embaixador durante o New York Fashion Week 2017, e pediu uma maior representação dos latinos no mundo da moda. O músico também apareceu no catálogo Spring 2017. Ele utiliza acessórios excêntricos, como chapéus de cowboy, roupas coloridas e jeans rasgados. Isabela Raygoza descreveu sua estética no Grammy Latino de 2017 como um "Eminem latino" devido ao seu cabelo loiro e roupas esportivas coloridas. Seu estilo geralmente combina streetwear tradicionalmente associado a artistas de reggaeton e marcas de luxo clássicas. J Balvin é influenciado por músicos como Kanye West e Pharrell, que fizeram incursões na moda. Discutindo a influência de Pharrell, J Balvin explicou: "Eu não me visto exatamente como ele, mas eu quero ser como ele na maneira cultural. Ele abre as portas para muitos novos estilistas e cria seu próprio estilo. É tudo sobre amor com ele e ele é a cultura".

## Vida pessoal
J Balvin falou sobre a crise econômica venezuelana e sobre a situação na fronteira do país com a Colômbia, onde milhares de colombianos foram deportados à força. Ele chamou a situação de "deplorável" e criou a campanha de mídia social #LatinosSomosFamilia (Nós Latinos somos Família), encorajando os fãs a assinar uma petição para apoiar as vítimas deslocadas. A petição foi logo assinada por outros proeminentes artistas latinos, incluindo o cantor colombiano Maluma. A campanha de J Balvin foi lançada logo após o cancelamento de sua apresentação no Miss USA 2015 em protesto contra Donald Trump.
Em agosto de 2016, o cantor estava envolvido em um acidente de avião, deixando as Bahamas. Ao voltar de férias com sua família, o avião não conseguiu decolar corretamente e caiu logo após a partida da pista. Ele postou uma foto no Instagram do pequeno avião particular depois de ter pousado nos arbustos. Ninguém ficou ferido no acidente e J Balvin chamou de "um milagre".
J Balvin experimenta ataques de pânico e medita para controlar sua ansiedade. Quando sua ansiedade era pior, “esqueci minha felicidade. Eu me esqueci de José (nome dado de J Balvin).” Ele é conhecido por suas tatuagens e fez sua primeira tatuagem quando tinha doze anos de idade. Sua mãe sofre de uma condição genética rara, a porfiria aguda intermitente, que causa convulsões, dor crônica e problemas de saúde mental. Ele tem a palavra "Familia" tatuada no peito em homenagem a ela.
Ao contrário de muitos cantores populares de reggaeton que se mudam para os Estados Unidos ao ganhar popularidade, J Balvin continua a viver em sua cidade natal de Medellín, explicando: "Isso me mantém real. Eu serei real em todos os lugares que vou, mas estou com minha pessoas, eu estou ligado às minhas raízes - eu estou no meu país! Eu não preciso morar em outro lugar. Eu respeito os que fazem isso e deixam a sua base, mas eu estou bem na Colômbia."
Em abril de 2021 foi divulgado que ele esperava seu primeiro filho com a modelo argentina Valentina Ferrer. Seu filho, Rio, nasceu em 27 de junho de 2021.

## Impacto
O sucesso global de J Balvin com suas gravações em espanhol foi elogiado pelos críticos de música. A Billboard o descreveu como "o maior artista latino que já viu em muitos anos". Nicole Acevedo, da NBC News, disse que, embora artistas latinos como Ricky Martin, Enrique Iglesias e Shakira tenham obtido sucesso cruzado ao gravar álbuns em inglês, "Balvin está reinventando a maneira como os artistas de música latina passam para o cenário musical dos EUA" com produções musicais gravadas inteiramente em espanhol. Da mesma forma, August Brown, do Los Angeles Times, comentou que "as ideias de Balvin pareciam um futuro inevitável" e faz parte de uma nova onda de vários artistas latinos que representam o "futuro do pop latino e global, onde a linguagem é menos uma barreira do que um convite".
Foi notada a participação de J Balvin na cena do reggaeton, um gênero anteriormente associado principalmente a artistas porto-riquenhos e panamenhos. Ele usa o reggeaton como veículo para "expor ideias, identidades" e outras mensagens sociais, e é "talvez a estrela mais visível do gênero", de acordo com o jornalista americano Jon Caramanica. Elias Leight, da Rolling Stone, incluiu-o junto com Karol G e Ozuna como "criadores de hits globais", com músicas de reggaeton e trap. Quando Joan Scutia, da Mexican Vogue, revisou a carreira e o sucesso de Balvin, observou que o reggaeton faz parte da teoria de Simon Reynolds sobre a globalização na música: "Nada é estranho na era da Internet". Evan Lamberg, presidente da UMPG, comentou: "Considero J Balvin um dos maiores compositores / artistas contemporâneos mundiais em qualquer gênero".
Em uma perspectiva geral, Sofia Rocher, do Guinness World Records, declarou que J Balvin se tornou "líder de uma revolução do reggaeton de segunda geração, impulsionando a música urbana de volta à vanguarda da música latina em todo o mundo". A Univision o apresentou como "o artista internacional mais popular e influente da música latina". Ele foi o primeiro latino a encabeçar eventos musicais mundiais como Coachella, Tomorrowland e Lollapalooza. Iman Amrani, do The Guardian, considerou que Balvin é "atualmente a maior exportação cultural da Colômbia" e o descreveu como exemplo de "como abraçar o orgulho nacional pode ser uma força para o bem cultural".

## Discografia
- Real (2010)
- El Negocio (2011)
- La Familia (2013)
- Energia (2016)
- Vibras  (2018)
- Colores (2020)
- Jose (2021)
- Rayo (2024)

Álbuns colaborativos
- Oasis (com Bad Bunny) (2019)

## Filmografia

### Filmografia selecionada
| Ano  | Personagem | Título             | Dublador | Lugar  |
| ---- | ---------- | ------------------ | -------- | ------ |
| 2020 | Tresillo   | Trolls: World Tour | J Balvin | México |

## Turnês

### Como artista principal
- La Familia Tour com Becky G (2015)
- Energia Tour (2016–18)
- Vibras Tour (2018)
- Arcoiris Tour (2019)
- Latin power Tour com Anitta (2020)

### Como suporte
- The Sun Comes Out World Tour (2011)
- Sex and Love Tour (2014)

## Prêmios e indicações

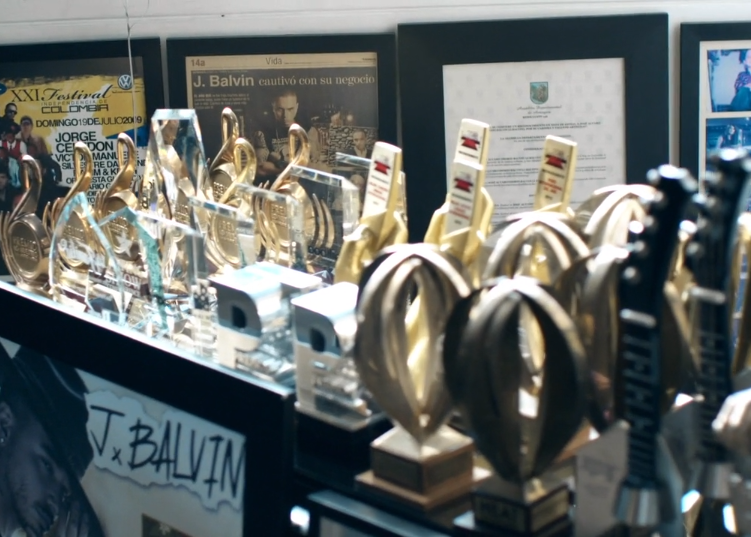
Alguns de seus troféus de prêmios.

J Balvin ganhou inúmeros prêmios e realizações. Ele se tornou o primeiro ganhador do Global Icon Award concedido pelo Lo Nuestro Awards, em reconhecimento à sua contribuição para divulgar a música latina em todo o mundo, e o primeiro ganhador da Canção Contemporânea do Ano inaugural no BMI Latin Awards. com "Ay Vamos". Seu single "Ginza" foi reconhecido pelo Guinness World Records pela permanência mais longa no número 1 na parada Hot Latin Songs de um único artista, e é o segundo artista com o maior número no Latin Rhythm Airplay, atrás apenas de Daddy Yankee a partir de 2019.
Seus videoclipes têm bilhões de visualizações e tiveram um recorde consecutivo de 100 milhões de visualizações no VEVO com "Tranquila", 6h "," Ay Vamos "e" Ginza ", que marcaram a estreia em vídeo mais vista em espanhol. na história. "Ay Vamos" se tornou a primeira música reggeaton a exceder um bilhão de visualizações no YouTube. [64] Além disso, VEVO nomeou Balvin "o artista latino mais assistido de 2015" e se tornou o "mais visto artista no YouTube Global "a partir de 2019. Balvin tem vários registros de streaming." Mi Gente "se tornou a primeira música em espanhol a ser o número um no Global Top 50 Chart do Spotify, e Balvin se tornou o artista mais tocado no Spotify a partir de 2018, ultrapassando o recorde anterior de Drake. Ele permanece no Top 5 a partir de abril de 2020. Com seu álbum Colores estabeleceu um novo recorde com todas as suas músicas ocupando o Top 10 no Spotify. 

Suas outras realizações incluem 35 milhões de singles vendidos em todo o mundo e 25 bilhões de streams alcançados em sua carreira a partir de 2020. 